# Бріцкань
Бріцкань, Бріцкані (рум. Brițcani) — село у повіті Нямц в Румунії. Входить до складу комуни Дулчешть.
Село розташоване на відстані 288 км на північ від Бухареста, 28 км на схід від П'ятра-Нямца, 67 км на захід від Ясс.

## Населення
За даними перепису населення 2002 року у селі проживали 90 осіб, усі — румуни. Усі жителі села рідною мовою назвали румунську.